# Мария Аделаида Савойская
Мари́я Аделаи́да Саво́йская (фр. Marie-Adélaïde de Savoie; 6 декабря 1685, Турин — 12 февраля 1712, Версаль) — принцесса Савойского дома, жена дофина Франции Людовика, герцога Бургундии, мать французского короля Людовика XV.
Мария Аделаида была старшей дочерью Виктора Амадея II, герцога Савойи, и французской принцессы Анны Марии Орлеанской. Её обручение с бургундским герцогом Людовиком Бурбоном в июне 1696 года явилось частью туринского мирного договора, подписанного в августе того же года. После свадьбы Мария Аделаида стала герцогиней Бургундской, а после смерти её свёкра, Великого Дофина, в 1711 году — дофиной Франции. Дофина умерла от кори в 1712 году; её муж скончался шесть дней спустя.

## Биография

### Ранние годы
Мария Аделаида родилась в Королевском дворце в Турине в декабре 1685 года. Она стала старшим ребёнком из шести детей герцога Савойи Виктора Амадея II и его первой жены, французской принцессы Анны Марии Орлеанской. Рождение девочки едва не стоило шестнадцатилетней Анне Марии жизни. По материнской линии Мария Аделаида была внучатой племянницей французского короля Людовика XIV и внучкой Филиппа, герцога Орлеанского, и Генриетты Стюарт. Девочку окрестили вскоре после рождения; восприемниками стали мать Виктора Амадея Мария Джованна Савойская и его двоюродный дядя и предполагаемый наследник Эммануил Филиберт, принц Кариньяно. Наиболее близкие отношения у Марии Аделаиды сложились с её бабкой Марией Джованной и матерью, которая, вопреки протоколу, занималась воспитанием детей сама. В детстве Мария Аделаида и её младшая сестра Мария Луиза много времени проводили на вилле делла Реджина в окрестностях Турина и еженедельно навещали бабку в туринском Палаццо Мадама.

### Обручение и свадьба
Будущий брак Марии Аделаиды стал результатом Туринского договора от 29 августа 1696 года; договор между Виктором Амадеем II и Людовиком XIV обязал отца девочки поддержать Францию в Девятилетней войне, которая разорила владения герцога Савойского.
Первоначально Виктор Амадей II предполагал выдать свою старшую дочь за австрийского эрцгерцога Иосифа, однако из-за того, что и жених и невеста были ещё слишком юны, император Леопольд I отклонил это предложение. Туринский договор был заключён под влиянием маршала Тессе, который полагал, что Мария Аделаида должна отправиться во Францию, чтобы там получить образование прежде, чем она станет женой французского принца.
15 октября 1696 года девушка, без свитского сопровождения, пересекла границу с Францией, была встречена герцогом де Брионом и в его карете доставлена в Париж. Людовик XIV, который пожелал лично поздравить Марию Аделаиду с прибытием, встретил её в Монтаржи 4 ноября 1696 года и остался весьма доволен «принцессой». Из-за крайне молодого возраста Марии Аделаиды брак не был заключён незамедлительно; вместо этого трижды в неделю девочка посещала занятия в Королевском доме Святого Людовика — школе для девочек мадам Ментенон, открытой в 1684 году в Сен-Сир-л’Эколь в окрестностях Версаля.
6 декабря следующего года в Версале, в свой двенадцатый день рождения, принцесса Мария Аделаида Савойская официально стала женой герцога Бургундского. Празднования состоялись после подписания рейсвейкского мирного договора, ознаменовавшего окончание девятилетней войны. Невеста была облачена в роскошное серебряное, усыпанное рубинами свадебное платье, украшенное сзади восьмиметровым шлейфом. Муж Марии Аделаиды был старшим сыном Великого Дофина и Марии Анны Виктории Баварской и, таким образом, занимал второе место в линии наследования французского престола после отца.

### Герцогиня Бургундская

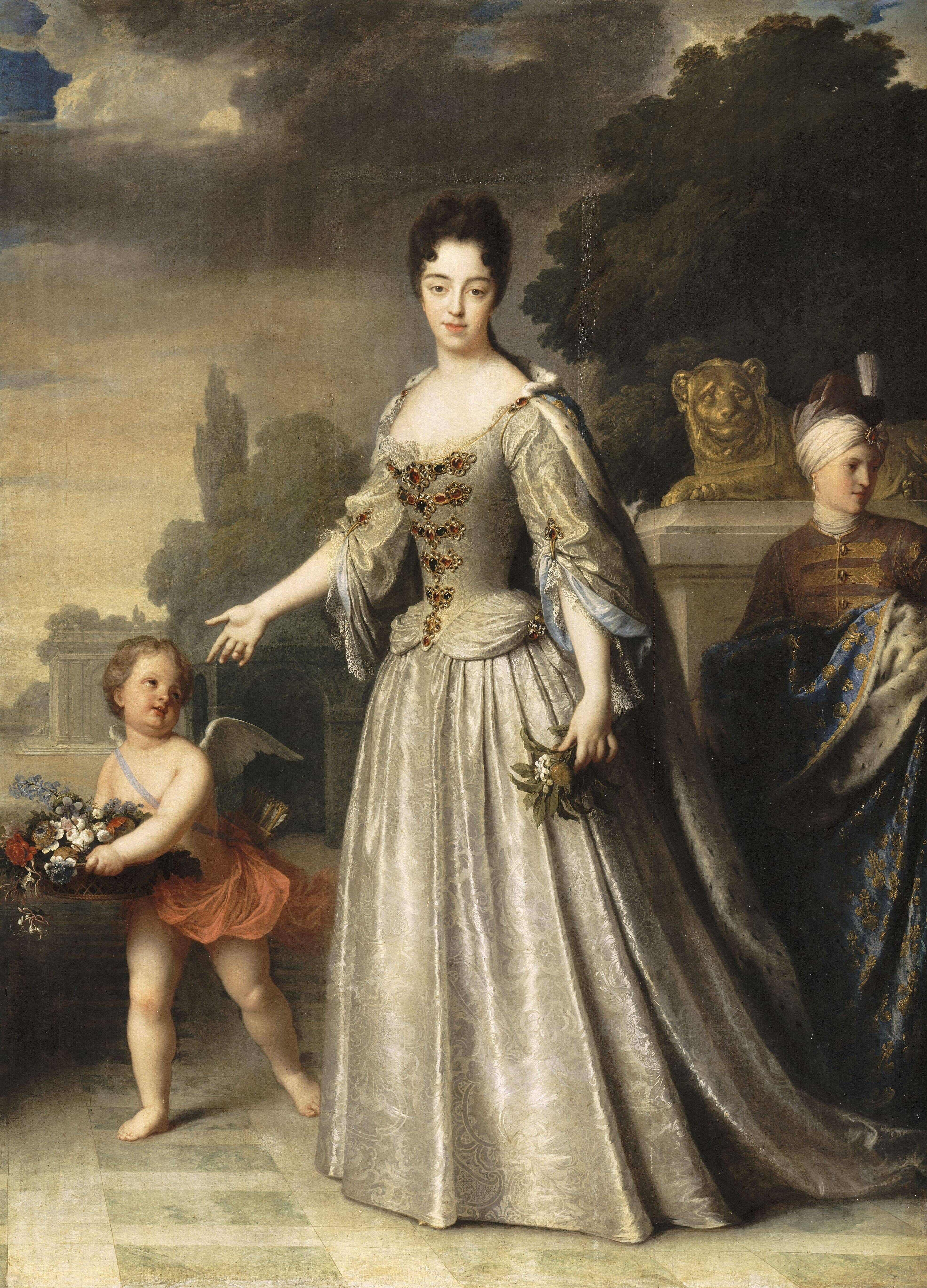
Мария Аделаида в 1709 году. Художник Ж.-Б. Сантерр

Новая герцогиня Бургундская стала любимицей стареющего Людовика XIV и его морганатической супруги мадам Ментенон. Так как королева Мария Терезия, первая жена Людовика XIV, скончалась ещё в 1683 году, Мария Аделаида, несмотря на свою молодость, получила право заменять её на торжественных приёмах и церемониях. В Версале она получила в своё распоряжение роскошные покои королевы и декорировала их по своему вкусу. О её пребывании во дворце отзывались как о «глотке свежего воздуха», оживлявшего унылый двор. Всё это время Мария Аделаида вела переписку с родителями и савойской бабушкой.
Принцесса оказалась весьма умной и хитрой: она использовала своё влияние на короля, чтобы избавиться от своих врагов и их козней. Группа придворных, известная как кабале де Мёдон (интриганы Мёдона), желая обезопасить себя во время будущего правления свёкра Марии Аделаиды (которое, впрочем, так и не наступило), старалась снискать его расположение. Крупнейшей противницей и недоброжелательницей молодой герцогини была графиня Луиза Франсуаза, узаконенная дочь короля от связи с мадам де Монтеспан. Луиза Франсуаза пыталась устроить брак своей дочери Луизы Елизаветы с герцогом Беррийским, младшим сыном Великого Дофина. Однако Мария Аделаида сумела расстроить эти планы, организовав брак герцога с племянницей Луизы Франсуазы, Марией Луизой Елизаветой Орлеанской, старшей дочерью герцога Орлеанского и Франсуазы-Марии де Бурбон. Она также добилась того, что французский военачальник, герцог Вандом, впал в немилость у короля.
Через семь лет после свадьбы Мария Аделаида родила своего первого ребёнка. Новорождённый мальчик получил титул герцога Бретани и умер в следующем году. Герцогиня родила ещё двоих сыновей в 1707 и 1710 годах. Её младший сын, единственный ребёнок принцессы, переживший младенчество, впоследствии стал королём Франции Людовиком XV.

### Дофина Франции
В начале апреля 1711 года Великий Дофин заразился оспой и умер 14 апреля в шато де Мёдон. Мария Аделаида и её муж стали дофином и дофиной Франции.
Траурный двор отправился во дворец Фонтенбло в начале февраля 1712 года. Здесь Мария Аделаида подхватила лихорадку, которая оказалась корью. Скудное лечение кровопусканием и применение рвотных препаратов не давало результатов и 12 февраля принцесса умерла в Версале в возрасте 26 лет. Людовик XIV и мадам Ментенон были опечалены смертью герцогини едва ли не больше, чем смертью Великого Дофина. Мадам позже говорила, что Мария Аделаида была одной из двух персон, кого Людовик XIV по настоящему любил в жизни. После смерти дофины королевская семья переехала в Марли, чтобы избежать распространения инфекции. В Марли стало ясно, что дофин успел заразиться от жены. Людовик, герцог Бургундский умер через шесть дней после смерти Марии Аделаиды.
23 февраля 1712 года в Сен-Дени состоялись похороны дофина и дофины. Их старший на тот момент сын, герцог Бретани, стал новым дофином, однако также умер от кори 8 марта 1712 года. Единственный выживший ребёнок супругов, герцог Анжуйский, был спасён своей воспитательницей Шарлоттой Вантадур, которая заперлась с принцем в его покоях и не давала докторам делать ему кровопускание, что, как она считала, погубило старшего брата мальчика. Смерть сразу троих членов королевской семьи стала тяжелейшей утратой как для самого короля, так и для его окружения.
В 1732 году Людовик XV назвал в честь матери свою четвёртую дочь.
В 1710 году французский скульптор Антуан Куазево изваял скульптуру Марии Аделаиды в виде богини Дианы. Скульптура хранится в Лувре.

### Потомство
В браке Мария Аделаида и её муж, герцог Бургундский, имели троих детей:
- Людовик (25 июня 1704 — 13 апреля 1705) — герцог Бретани; скончался в возрасте чуть более девяти месяцев во время судорог.
- Людовик (8 января 1707 — 8 марта 1712) — герцог Бретани; скончался в возрасте чуть более пяти лет от кори.
- Людовик (15 февраля 1710 — 10 мая 1774) — герцог Анжуйский (1710—1712), дофин Франции (1712—1715), король Франции в 1715—1774 годах[22].

## Комментарии
1. ↑  В Савойе действовал Салический закон, по которому наследовать герцогство мог только наследник мужского пола, которого у Виктора Амадея II не было до 1699 года.
2. ↑  По названию и расположению резиденции Великого Дофина — Шато де Мёдон.
3. ↑  Другой была Анна Австрийская, мать короля.